# Perching
El perching es una expresión usada en mercadotecnia que se refiere a un tipo de acción publicitaria parecida al buzoneo pero con la variación de en que en vez de introducir la publicidad dentro del buzón como si fuera una carta, en el caso del perching solo se introduce parcialmente para que la mayor parte del folleto cuelgue por fuera y sea visible aun sin abrir el buzón.
El perching se también diferencia del buzoneo en cuanto a la forma del soporte y en cuanto a su aplicación legal. La efectividad del perching respecto del buzoneo es mayor por el impacto visual y porque obliga a su visionado al ser retirado.

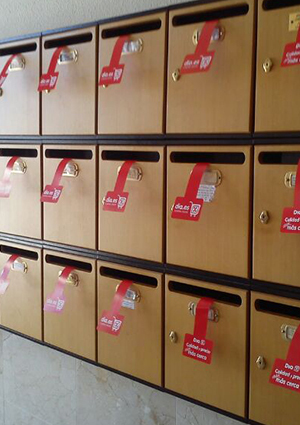
Campaña de Perching

## Efecto ambiental
El efecto ambiental que produce la publicidad escrita es objeto de debate tanto en ámbito político como social. Numerosas asociaciones critican la cantidad ingente de papel que se utiliza en campañas publicitarias de perching. A pesar de que las ordenanzas municipales legislan a cerca de la obligación de mantener limpio el entorno y de las sanciones que conlleva la basura en espacio público para las empresas que se publicitan por estos medios, la preocupación e dirige más al hecho de que la publicidad impresa no tiene utilidad después de su visionado, convirtiéndose en basura al instante.

## Legalidad
El perching está regulado por las ordenanzas municipales de cada municipio ya que es considerada publicidad en el medio público. No se nombra directamente el perching en ninguna de las ordenanzas municipales, pero se supone incluida en los apartados de reparto de publicidad en buzones particulares. Es una práctica que se permite en la mayoría de ayuntamientos siempre y cuando respete las normas de limpieza y se cumplan los deseos explícitos de los destinatarios ya sean usuarios o asociaciones de vecinos, como puede ser el de destinar un lugar determinado para depositar la publicidad.

### Privacidad
El perching es una práctica indiscriminada de publicidad, y como tal puede tener consciencias para la privacidad de los receptores. Es por esto que en las ordenanzas municipales sueles obligar a los anunciantes a publicar sus datos de contacto en cada uno de los folletos publicitarios. En algunos casos como el del ayuntamiento de Madrid o de Barcelona, el envío discriminado está regulado.